# Ohrum
Ohrum är en kommun och ort i Landkreis Wolfenbüttel i förbundslandet Niedersachsen i Tyskland.
Kommunen ingår i kommunalförbundet Samtgemeinde Oderwald tillsammans med ytterligare fem kommuner.